# Erich Ussat
Erich Johann Ussat (* 31. Mai 1907 in Berlin; † 22. Februar 1993 ebenda) war ein deutscher Radrennfahrer.

## Sportliche Laufbahn
Als Amateur wurde er 1927 gemeinsam mit Kurt Stöpel, Richard Feder, Walter Horn, Karl Hübscher und Paul Litschi nationaler Meister im Mannschaftszeitfahren.
Ussat war von 1930 bis 1936 Berufsfahrer. Er startete für die deutschen Radsportteams MIFA und Opel sowie für das französische Team Urago. In der Deutschland-Rundfahrt 1930 belegte er beim von Sieg Hermann Buse den 8. Platz der Gesamtwertung. 1931 fuhr er die Tour de France als Einzelstarter. Auf der 16. Etappe schied er aus.
1933 wurde er 28. in der Tour de Suisse. 1934 beendete er dieses Etappenrennen auf dem 35. Rang. In den Rennen der Monumente des Radsports war der 5. Platz im Rennen Lüttich–Bastogne–Lüttich 1931 sein bestes Resultat.

## Berufliches
Nach dem Zweiten Weltkrieg war er als Trainer und Funktionär im Radsport in West-Berlin, später in der DDR tätig. Im SC Dynamo Berlin war er verantwortlichen Jugendtrainer.